# تشي وانغ
تشي وانغ (بالإنجليزية: Qi Wang)‏ (بالصينية: 王琪) عالمة نفس صينية المولد تعمل كأستاذ ورئيس قسم التنمية البشرية في جامعة كورنيل. اشتهرت بدراستها للذاكرة والثقافة. وانغ تشي هي زميل في جمعية علم النفس. وهي أيضًا عضو في الجمعية الأمريكية لعلم النفس، وجمعية البحث في تنمية الطفل، وجمعية التنمية المعرفية، والجمعية الدولية لدراسة التطور السلوكي، وجمعية البحث التطبيقي في الذاكرة والإدراك. تعمل في العديد من مجالس التحرير وهي حاليًا محرر مشارك في Memory and Culture and Brain. هي مديرة مختبر الإدراك الثقافي والاجتماعي.